# 牟山镇
牟山镇，是中国浙江省宁波市余姚市下属的一个镇，位于余姚市最西部。牟山镇总面积38.5平方公里，下辖7个行政村和1个居委会，全镇常住人口约2万人。

## 行政区划
下辖以下地区：
牟山镇社区、牟山村、魏家村、新东吴村、青港村、狮山村、牟山湖村和湖山村。